# Семюель Боден
|   | a | b | c | d | e | f | g | h |   |
| 8 | c8 чорний король · e8 чорна тура · h8 чорна тура · a7 чорний пішак · b7 чорний пішак · c7 чорний пішак · g7 чорний пішак · h7 чорний пішак · c6 чорний кінь · d5 білий слон · f5 чорний слон · f4 білий пішак · a3 чорний слон · c3 білий пішак · e3 білий слон · f3 білий ферзь · a2 білий пішак · d2 білий кінь · f2 білий пішак · h2 білий пішак · c1 білий король · d1 біла тура · h1 біла тура | c8 чорний король · e8 чорна тура · h8 чорна тура · a7 чорний пішак · b7 чорний пішак · c7 чорний пішак · g7 чорний пішак · h7 чорний пішак · c6 чорний кінь · d5 білий слон · f5 чорний слон · f4 білий пішак · a3 чорний слон · c3 білий пішак · e3 білий слон · f3 білий ферзь · a2 білий пішак · d2 білий кінь · f2 білий пішак · h2 білий пішак · c1 білий король · d1 біла тура · h1 біла тура | c8 чорний король · e8 чорна тура · h8 чорна тура · a7 чорний пішак · b7 чорний пішак · c7 чорний пішак · g7 чорний пішак · h7 чорний пішак · c6 чорний кінь · d5 білий слон · f5 чорний слон · f4 білий пішак · a3 чорний слон · c3 білий пішак · e3 білий слон · f3 білий ферзь · a2 білий пішак · d2 білий кінь · f2 білий пішак · h2 білий пішак · c1 білий король · d1 біла тура · h1 біла тура | c8 чорний король · e8 чорна тура · h8 чорна тура · a7 чорний пішак · b7 чорний пішак · c7 чорний пішак · g7 чорний пішак · h7 чорний пішак · c6 чорний кінь · d5 білий слон · f5 чорний слон · f4 білий пішак · a3 чорний слон · c3 білий пішак · e3 білий слон · f3 білий ферзь · a2 білий пішак · d2 білий кінь · f2 білий пішак · h2 білий пішак · c1 білий король · d1 біла тура · h1 біла тура | c8 чорний король · e8 чорна тура · h8 чорна тура · a7 чорний пішак · b7 чорний пішак · c7 чорний пішак · g7 чорний пішак · h7 чорний пішак · c6 чорний кінь · d5 білий слон · f5 чорний слон · f4 білий пішак · a3 чорний слон · c3 білий пішак · e3 білий слон · f3 білий ферзь · a2 білий пішак · d2 білий кінь · f2 білий пішак · h2 білий пішак · c1 білий король · d1 біла тура · h1 біла тура | c8 чорний король · e8 чорна тура · h8 чорна тура · a7 чорний пішак · b7 чорний пішак · c7 чорний пішак · g7 чорний пішак · h7 чорний пішак · c6 чорний кінь · d5 білий слон · f5 чорний слон · f4 білий пішак · a3 чорний слон · c3 білий пішак · e3 білий слон · f3 білий ферзь · a2 білий пішак · d2 білий кінь · f2 білий пішак · h2 білий пішак · c1 білий король · d1 біла тура · h1 біла тура | c8 чорний король · e8 чорна тура · h8 чорна тура · a7 чорний пішак · b7 чорний пішак · c7 чорний пішак · g7 чорний пішак · h7 чорний пішак · c6 чорний кінь · d5 білий слон · f5 чорний слон · f4 білий пішак · a3 чорний слон · c3 білий пішак · e3 білий слон · f3 білий ферзь · a2 білий пішак · d2 білий кінь · f2 білий пішак · h2 білий пішак · c1 білий король · d1 біла тура · h1 біла тура | c8 чорний король · e8 чорна тура · h8 чорна тура · a7 чорний пішак · b7 чорний пішак · c7 чорний пішак · g7 чорний пішак · h7 чорний пішак · c6 чорний кінь · d5 білий слон · f5 чорний слон · f4 білий пішак · a3 чорний слон · c3 білий пішак · e3 білий слон · f3 білий ферзь · a2 білий пішак · d2 білий кінь · f2 білий пішак · h2 білий пішак · c1 білий король · d1 біла тура · h1 біла тура | 8 |
| 7 | c8 чорний король · e8 чорна тура · h8 чорна тура · a7 чорний пішак · b7 чорний пішак · c7 чорний пішак · g7 чорний пішак · h7 чорний пішак · c6 чорний кінь · d5 білий слон · f5 чорний слон · f4 білий пішак · a3 чорний слон · c3 білий пішак · e3 білий слон · f3 білий ферзь · a2 білий пішак · d2 білий кінь · f2 білий пішак · h2 білий пішак · c1 білий король · d1 біла тура · h1 біла тура | c8 чорний король · e8 чорна тура · h8 чорна тура · a7 чорний пішак · b7 чорний пішак · c7 чорний пішак · g7 чорний пішак · h7 чорний пішак · c6 чорний кінь · d5 білий слон · f5 чорний слон · f4 білий пішак · a3 чорний слон · c3 білий пішак · e3 білий слон · f3 білий ферзь · a2 білий пішак · d2 білий кінь · f2 білий пішак · h2 білий пішак · c1 білий король · d1 біла тура · h1 біла тура | c8 чорний король · e8 чорна тура · h8 чорна тура · a7 чорний пішак · b7 чорний пішак · c7 чорний пішак · g7 чорний пішак · h7 чорний пішак · c6 чорний кінь · d5 білий слон · f5 чорний слон · f4 білий пішак · a3 чорний слон · c3 білий пішак · e3 білий слон · f3 білий ферзь · a2 білий пішак · d2 білий кінь · f2 білий пішак · h2 білий пішак · c1 білий король · d1 біла тура · h1 біла тура | c8 чорний король · e8 чорна тура · h8 чорна тура · a7 чорний пішак · b7 чорний пішак · c7 чорний пішак · g7 чорний пішак · h7 чорний пішак · c6 чорний кінь · d5 білий слон · f5 чорний слон · f4 білий пішак · a3 чорний слон · c3 білий пішак · e3 білий слон · f3 білий ферзь · a2 білий пішак · d2 білий кінь · f2 білий пішак · h2 білий пішак · c1 білий король · d1 біла тура · h1 біла тура | c8 чорний король · e8 чорна тура · h8 чорна тура · a7 чорний пішак · b7 чорний пішак · c7 чорний пішак · g7 чорний пішак · h7 чорний пішак · c6 чорний кінь · d5 білий слон · f5 чорний слон · f4 білий пішак · a3 чорний слон · c3 білий пішак · e3 білий слон · f3 білий ферзь · a2 білий пішак · d2 білий кінь · f2 білий пішак · h2 білий пішак · c1 білий король · d1 біла тура · h1 біла тура | c8 чорний король · e8 чорна тура · h8 чорна тура · a7 чорний пішак · b7 чорний пішак · c7 чорний пішак · g7 чорний пішак · h7 чорний пішак · c6 чорний кінь · d5 білий слон · f5 чорний слон · f4 білий пішак · a3 чорний слон · c3 білий пішак · e3 білий слон · f3 білий ферзь · a2 білий пішак · d2 білий кінь · f2 білий пішак · h2 білий пішак · c1 білий король · d1 біла тура · h1 біла тура | c8 чорний король · e8 чорна тура · h8 чорна тура · a7 чорний пішак · b7 чорний пішак · c7 чорний пішак · g7 чорний пішак · h7 чорний пішак · c6 чорний кінь · d5 білий слон · f5 чорний слон · f4 білий пішак · a3 чорний слон · c3 білий пішак · e3 білий слон · f3 білий ферзь · a2 білий пішак · d2 білий кінь · f2 білий пішак · h2 білий пішак · c1 білий король · d1 біла тура · h1 біла тура | c8 чорний король · e8 чорна тура · h8 чорна тура · a7 чорний пішак · b7 чорний пішак · c7 чорний пішак · g7 чорний пішак · h7 чорний пішак · c6 чорний кінь · d5 білий слон · f5 чорний слон · f4 білий пішак · a3 чорний слон · c3 білий пішак · e3 білий слон · f3 білий ферзь · a2 білий пішак · d2 білий кінь · f2 білий пішак · h2 білий пішак · c1 білий король · d1 біла тура · h1 біла тура | 7 |
| 6 | c8 чорний король · e8 чорна тура · h8 чорна тура · a7 чорний пішак · b7 чорний пішак · c7 чорний пішак · g7 чорний пішак · h7 чорний пішак · c6 чорний кінь · d5 білий слон · f5 чорний слон · f4 білий пішак · a3 чорний слон · c3 білий пішак · e3 білий слон · f3 білий ферзь · a2 білий пішак · d2 білий кінь · f2 білий пішак · h2 білий пішак · c1 білий король · d1 біла тура · h1 біла тура | c8 чорний король · e8 чорна тура · h8 чорна тура · a7 чорний пішак · b7 чорний пішак · c7 чорний пішак · g7 чорний пішак · h7 чорний пішак · c6 чорний кінь · d5 білий слон · f5 чорний слон · f4 білий пішак · a3 чорний слон · c3 білий пішак · e3 білий слон · f3 білий ферзь · a2 білий пішак · d2 білий кінь · f2 білий пішак · h2 білий пішак · c1 білий король · d1 біла тура · h1 біла тура | c8 чорний король · e8 чорна тура · h8 чорна тура · a7 чорний пішак · b7 чорний пішак · c7 чорний пішак · g7 чорний пішак · h7 чорний пішак · c6 чорний кінь · d5 білий слон · f5 чорний слон · f4 білий пішак · a3 чорний слон · c3 білий пішак · e3 білий слон · f3 білий ферзь · a2 білий пішак · d2 білий кінь · f2 білий пішак · h2 білий пішак · c1 білий король · d1 біла тура · h1 біла тура | c8 чорний король · e8 чорна тура · h8 чорна тура · a7 чорний пішак · b7 чорний пішак · c7 чорний пішак · g7 чорний пішак · h7 чорний пішак · c6 чорний кінь · d5 білий слон · f5 чорний слон · f4 білий пішак · a3 чорний слон · c3 білий пішак · e3 білий слон · f3 білий ферзь · a2 білий пішак · d2 білий кінь · f2 білий пішак · h2 білий пішак · c1 білий король · d1 біла тура · h1 біла тура | c8 чорний король · e8 чорна тура · h8 чорна тура · a7 чорний пішак · b7 чорний пішак · c7 чорний пішак · g7 чорний пішак · h7 чорний пішак · c6 чорний кінь · d5 білий слон · f5 чорний слон · f4 білий пішак · a3 чорний слон · c3 білий пішак · e3 білий слон · f3 білий ферзь · a2 білий пішак · d2 білий кінь · f2 білий пішак · h2 білий пішак · c1 білий король · d1 біла тура · h1 біла тура | c8 чорний король · e8 чорна тура · h8 чорна тура · a7 чорний пішак · b7 чорний пішак · c7 чорний пішак · g7 чорний пішак · h7 чорний пішак · c6 чорний кінь · d5 білий слон · f5 чорний слон · f4 білий пішак · a3 чорний слон · c3 білий пішак · e3 білий слон · f3 білий ферзь · a2 білий пішак · d2 білий кінь · f2 білий пішак · h2 білий пішак · c1 білий король · d1 біла тура · h1 біла тура | c8 чорний король · e8 чорна тура · h8 чорна тура · a7 чорний пішак · b7 чорний пішак · c7 чорний пішак · g7 чорний пішак · h7 чорний пішак · c6 чорний кінь · d5 білий слон · f5 чорний слон · f4 білий пішак · a3 чорний слон · c3 білий пішак · e3 білий слон · f3 білий ферзь · a2 білий пішак · d2 білий кінь · f2 білий пішак · h2 білий пішак · c1 білий король · d1 біла тура · h1 біла тура | c8 чорний король · e8 чорна тура · h8 чорна тура · a7 чорний пішак · b7 чорний пішак · c7 чорний пішак · g7 чорний пішак · h7 чорний пішак · c6 чорний кінь · d5 білий слон · f5 чорний слон · f4 білий пішак · a3 чорний слон · c3 білий пішак · e3 білий слон · f3 білий ферзь · a2 білий пішак · d2 білий кінь · f2 білий пішак · h2 білий пішак · c1 білий король · d1 біла тура · h1 біла тура | 6 |
| 5 | c8 чорний король · e8 чорна тура · h8 чорна тура · a7 чорний пішак · b7 чорний пішак · c7 чорний пішак · g7 чорний пішак · h7 чорний пішак · c6 чорний кінь · d5 білий слон · f5 чорний слон · f4 білий пішак · a3 чорний слон · c3 білий пішак · e3 білий слон · f3 білий ферзь · a2 білий пішак · d2 білий кінь · f2 білий пішак · h2 білий пішак · c1 білий король · d1 біла тура · h1 біла тура | c8 чорний король · e8 чорна тура · h8 чорна тура · a7 чорний пішак · b7 чорний пішак · c7 чорний пішак · g7 чорний пішак · h7 чорний пішак · c6 чорний кінь · d5 білий слон · f5 чорний слон · f4 білий пішак · a3 чорний слон · c3 білий пішак · e3 білий слон · f3 білий ферзь · a2 білий пішак · d2 білий кінь · f2 білий пішак · h2 білий пішак · c1 білий король · d1 біла тура · h1 біла тура | c8 чорний король · e8 чорна тура · h8 чорна тура · a7 чорний пішак · b7 чорний пішак · c7 чорний пішак · g7 чорний пішак · h7 чорний пішак · c6 чорний кінь · d5 білий слон · f5 чорний слон · f4 білий пішак · a3 чорний слон · c3 білий пішак · e3 білий слон · f3 білий ферзь · a2 білий пішак · d2 білий кінь · f2 білий пішак · h2 білий пішак · c1 білий король · d1 біла тура · h1 біла тура | c8 чорний король · e8 чорна тура · h8 чорна тура · a7 чорний пішак · b7 чорний пішак · c7 чорний пішак · g7 чорний пішак · h7 чорний пішак · c6 чорний кінь · d5 білий слон · f5 чорний слон · f4 білий пішак · a3 чорний слон · c3 білий пішак · e3 білий слон · f3 білий ферзь · a2 білий пішак · d2 білий кінь · f2 білий пішак · h2 білий пішак · c1 білий король · d1 біла тура · h1 біла тура | c8 чорний король · e8 чорна тура · h8 чорна тура · a7 чорний пішак · b7 чорний пішак · c7 чорний пішак · g7 чорний пішак · h7 чорний пішак · c6 чорний кінь · d5 білий слон · f5 чорний слон · f4 білий пішак · a3 чорний слон · c3 білий пішак · e3 білий слон · f3 білий ферзь · a2 білий пішак · d2 білий кінь · f2 білий пішак · h2 білий пішак · c1 білий король · d1 біла тура · h1 біла тура | c8 чорний король · e8 чорна тура · h8 чорна тура · a7 чорний пішак · b7 чорний пішак · c7 чорний пішак · g7 чорний пішак · h7 чорний пішак · c6 чорний кінь · d5 білий слон · f5 чорний слон · f4 білий пішак · a3 чорний слон · c3 білий пішак · e3 білий слон · f3 білий ферзь · a2 білий пішак · d2 білий кінь · f2 білий пішак · h2 білий пішак · c1 білий король · d1 біла тура · h1 біла тура | c8 чорний король · e8 чорна тура · h8 чорна тура · a7 чорний пішак · b7 чорний пішак · c7 чорний пішак · g7 чорний пішак · h7 чорний пішак · c6 чорний кінь · d5 білий слон · f5 чорний слон · f4 білий пішак · a3 чорний слон · c3 білий пішак · e3 білий слон · f3 білий ферзь · a2 білий пішак · d2 білий кінь · f2 білий пішак · h2 білий пішак · c1 білий король · d1 біла тура · h1 біла тура | c8 чорний король · e8 чорна тура · h8 чорна тура · a7 чорний пішак · b7 чорний пішак · c7 чорний пішак · g7 чорний пішак · h7 чорний пішак · c6 чорний кінь · d5 білий слон · f5 чорний слон · f4 білий пішак · a3 чорний слон · c3 білий пішак · e3 білий слон · f3 білий ферзь · a2 білий пішак · d2 білий кінь · f2 білий пішак · h2 білий пішак · c1 білий король · d1 біла тура · h1 біла тура | 5 |
| 4 | c8 чорний король · e8 чорна тура · h8 чорна тура · a7 чорний пішак · b7 чорний пішак · c7 чорний пішак · g7 чорний пішак · h7 чорний пішак · c6 чорний кінь · d5 білий слон · f5 чорний слон · f4 білий пішак · a3 чорний слон · c3 білий пішак · e3 білий слон · f3 білий ферзь · a2 білий пішак · d2 білий кінь · f2 білий пішак · h2 білий пішак · c1 білий король · d1 біла тура · h1 біла тура | c8 чорний король · e8 чорна тура · h8 чорна тура · a7 чорний пішак · b7 чорний пішак · c7 чорний пішак · g7 чорний пішак · h7 чорний пішак · c6 чорний кінь · d5 білий слон · f5 чорний слон · f4 білий пішак · a3 чорний слон · c3 білий пішак · e3 білий слон · f3 білий ферзь · a2 білий пішак · d2 білий кінь · f2 білий пішак · h2 білий пішак · c1 білий король · d1 біла тура · h1 біла тура | c8 чорний король · e8 чорна тура · h8 чорна тура · a7 чорний пішак · b7 чорний пішак · c7 чорний пішак · g7 чорний пішак · h7 чорний пішак · c6 чорний кінь · d5 білий слон · f5 чорний слон · f4 білий пішак · a3 чорний слон · c3 білий пішак · e3 білий слон · f3 білий ферзь · a2 білий пішак · d2 білий кінь · f2 білий пішак · h2 білий пішак · c1 білий король · d1 біла тура · h1 біла тура | c8 чорний король · e8 чорна тура · h8 чорна тура · a7 чорний пішак · b7 чорний пішак · c7 чорний пішак · g7 чорний пішак · h7 чорний пішак · c6 чорний кінь · d5 білий слон · f5 чорний слон · f4 білий пішак · a3 чорний слон · c3 білий пішак · e3 білий слон · f3 білий ферзь · a2 білий пішак · d2 білий кінь · f2 білий пішак · h2 білий пішак · c1 білий король · d1 біла тура · h1 біла тура | c8 чорний король · e8 чорна тура · h8 чорна тура · a7 чорний пішак · b7 чорний пішак · c7 чорний пішак · g7 чорний пішак · h7 чорний пішак · c6 чорний кінь · d5 білий слон · f5 чорний слон · f4 білий пішак · a3 чорний слон · c3 білий пішак · e3 білий слон · f3 білий ферзь · a2 білий пішак · d2 білий кінь · f2 білий пішак · h2 білий пішак · c1 білий король · d1 біла тура · h1 біла тура | c8 чорний король · e8 чорна тура · h8 чорна тура · a7 чорний пішак · b7 чорний пішак · c7 чорний пішак · g7 чорний пішак · h7 чорний пішак · c6 чорний кінь · d5 білий слон · f5 чорний слон · f4 білий пішак · a3 чорний слон · c3 білий пішак · e3 білий слон · f3 білий ферзь · a2 білий пішак · d2 білий кінь · f2 білий пішак · h2 білий пішак · c1 білий король · d1 біла тура · h1 біла тура | c8 чорний король · e8 чорна тура · h8 чорна тура · a7 чорний пішак · b7 чорний пішак · c7 чорний пішак · g7 чорний пішак · h7 чорний пішак · c6 чорний кінь · d5 білий слон · f5 чорний слон · f4 білий пішак · a3 чорний слон · c3 білий пішак · e3 білий слон · f3 білий ферзь · a2 білий пішак · d2 білий кінь · f2 білий пішак · h2 білий пішак · c1 білий король · d1 біла тура · h1 біла тура | c8 чорний король · e8 чорна тура · h8 чорна тура · a7 чорний пішак · b7 чорний пішак · c7 чорний пішак · g7 чорний пішак · h7 чорний пішак · c6 чорний кінь · d5 білий слон · f5 чорний слон · f4 білий пішак · a3 чорний слон · c3 білий пішак · e3 білий слон · f3 білий ферзь · a2 білий пішак · d2 білий кінь · f2 білий пішак · h2 білий пішак · c1 білий король · d1 біла тура · h1 біла тура | 4 |
| 3 | c8 чорний король · e8 чорна тура · h8 чорна тура · a7 чорний пішак · b7 чорний пішак · c7 чорний пішак · g7 чорний пішак · h7 чорний пішак · c6 чорний кінь · d5 білий слон · f5 чорний слон · f4 білий пішак · a3 чорний слон · c3 білий пішак · e3 білий слон · f3 білий ферзь · a2 білий пішак · d2 білий кінь · f2 білий пішак · h2 білий пішак · c1 білий король · d1 біла тура · h1 біла тура | c8 чорний король · e8 чорна тура · h8 чорна тура · a7 чорний пішак · b7 чорний пішак · c7 чорний пішак · g7 чорний пішак · h7 чорний пішак · c6 чорний кінь · d5 білий слон · f5 чорний слон · f4 білий пішак · a3 чорний слон · c3 білий пішак · e3 білий слон · f3 білий ферзь · a2 білий пішак · d2 білий кінь · f2 білий пішак · h2 білий пішак · c1 білий король · d1 біла тура · h1 біла тура | c8 чорний король · e8 чорна тура · h8 чорна тура · a7 чорний пішак · b7 чорний пішак · c7 чорний пішак · g7 чорний пішак · h7 чорний пішак · c6 чорний кінь · d5 білий слон · f5 чорний слон · f4 білий пішак · a3 чорний слон · c3 білий пішак · e3 білий слон · f3 білий ферзь · a2 білий пішак · d2 білий кінь · f2 білий пішак · h2 білий пішак · c1 білий король · d1 біла тура · h1 біла тура | c8 чорний король · e8 чорна тура · h8 чорна тура · a7 чорний пішак · b7 чорний пішак · c7 чорний пішак · g7 чорний пішак · h7 чорний пішак · c6 чорний кінь · d5 білий слон · f5 чорний слон · f4 білий пішак · a3 чорний слон · c3 білий пішак · e3 білий слон · f3 білий ферзь · a2 білий пішак · d2 білий кінь · f2 білий пішак · h2 білий пішак · c1 білий король · d1 біла тура · h1 біла тура | c8 чорний король · e8 чорна тура · h8 чорна тура · a7 чорний пішак · b7 чорний пішак · c7 чорний пішак · g7 чорний пішак · h7 чорний пішак · c6 чорний кінь · d5 білий слон · f5 чорний слон · f4 білий пішак · a3 чорний слон · c3 білий пішак · e3 білий слон · f3 білий ферзь · a2 білий пішак · d2 білий кінь · f2 білий пішак · h2 білий пішак · c1 білий король · d1 біла тура · h1 біла тура | c8 чорний король · e8 чорна тура · h8 чорна тура · a7 чорний пішак · b7 чорний пішак · c7 чорний пішак · g7 чорний пішак · h7 чорний пішак · c6 чорний кінь · d5 білий слон · f5 чорний слон · f4 білий пішак · a3 чорний слон · c3 білий пішак · e3 білий слон · f3 білий ферзь · a2 білий пішак · d2 білий кінь · f2 білий пішак · h2 білий пішак · c1 білий король · d1 біла тура · h1 біла тура | c8 чорний король · e8 чорна тура · h8 чорна тура · a7 чорний пішак · b7 чорний пішак · c7 чорний пішак · g7 чорний пішак · h7 чорний пішак · c6 чорний кінь · d5 білий слон · f5 чорний слон · f4 білий пішак · a3 чорний слон · c3 білий пішак · e3 білий слон · f3 білий ферзь · a2 білий пішак · d2 білий кінь · f2 білий пішак · h2 білий пішак · c1 білий король · d1 біла тура · h1 біла тура | c8 чорний король · e8 чорна тура · h8 чорна тура · a7 чорний пішак · b7 чорний пішак · c7 чорний пішак · g7 чорний пішак · h7 чорний пішак · c6 чорний кінь · d5 білий слон · f5 чорний слон · f4 білий пішак · a3 чорний слон · c3 білий пішак · e3 білий слон · f3 білий ферзь · a2 білий пішак · d2 білий кінь · f2 білий пішак · h2 білий пішак · c1 білий король · d1 біла тура · h1 біла тура | 3 |
| 2 | c8 чорний король · e8 чорна тура · h8 чорна тура · a7 чорний пішак · b7 чорний пішак · c7 чорний пішак · g7 чорний пішак · h7 чорний пішак · c6 чорний кінь · d5 білий слон · f5 чорний слон · f4 білий пішак · a3 чорний слон · c3 білий пішак · e3 білий слон · f3 білий ферзь · a2 білий пішак · d2 білий кінь · f2 білий пішак · h2 білий пішак · c1 білий король · d1 біла тура · h1 біла тура | c8 чорний король · e8 чорна тура · h8 чорна тура · a7 чорний пішак · b7 чорний пішак · c7 чорний пішак · g7 чорний пішак · h7 чорний пішак · c6 чорний кінь · d5 білий слон · f5 чорний слон · f4 білий пішак · a3 чорний слон · c3 білий пішак · e3 білий слон · f3 білий ферзь · a2 білий пішак · d2 білий кінь · f2 білий пішак · h2 білий пішак · c1 білий король · d1 біла тура · h1 біла тура | c8 чорний король · e8 чорна тура · h8 чорна тура · a7 чорний пішак · b7 чорний пішак · c7 чорний пішак · g7 чорний пішак · h7 чорний пішак · c6 чорний кінь · d5 білий слон · f5 чорний слон · f4 білий пішак · a3 чорний слон · c3 білий пішак · e3 білий слон · f3 білий ферзь · a2 білий пішак · d2 білий кінь · f2 білий пішак · h2 білий пішак · c1 білий король · d1 біла тура · h1 біла тура | c8 чорний король · e8 чорна тура · h8 чорна тура · a7 чорний пішак · b7 чорний пішак · c7 чорний пішак · g7 чорний пішак · h7 чорний пішак · c6 чорний кінь · d5 білий слон · f5 чорний слон · f4 білий пішак · a3 чорний слон · c3 білий пішак · e3 білий слон · f3 білий ферзь · a2 білий пішак · d2 білий кінь · f2 білий пішак · h2 білий пішак · c1 білий король · d1 біла тура · h1 біла тура | c8 чорний король · e8 чорна тура · h8 чорна тура · a7 чорний пішак · b7 чорний пішак · c7 чорний пішак · g7 чорний пішак · h7 чорний пішак · c6 чорний кінь · d5 білий слон · f5 чорний слон · f4 білий пішак · a3 чорний слон · c3 білий пішак · e3 білий слон · f3 білий ферзь · a2 білий пішак · d2 білий кінь · f2 білий пішак · h2 білий пішак · c1 білий король · d1 біла тура · h1 біла тура | c8 чорний король · e8 чорна тура · h8 чорна тура · a7 чорний пішак · b7 чорний пішак · c7 чорний пішак · g7 чорний пішак · h7 чорний пішак · c6 чорний кінь · d5 білий слон · f5 чорний слон · f4 білий пішак · a3 чорний слон · c3 білий пішак · e3 білий слон · f3 білий ферзь · a2 білий пішак · d2 білий кінь · f2 білий пішак · h2 білий пішак · c1 білий король · d1 біла тура · h1 біла тура | c8 чорний король · e8 чорна тура · h8 чорна тура · a7 чорний пішак · b7 чорний пішак · c7 чорний пішак · g7 чорний пішак · h7 чорний пішак · c6 чорний кінь · d5 білий слон · f5 чорний слон · f4 білий пішак · a3 чорний слон · c3 білий пішак · e3 білий слон · f3 білий ферзь · a2 білий пішак · d2 білий кінь · f2 білий пішак · h2 білий пішак · c1 білий король · d1 біла тура · h1 біла тура | c8 чорний король · e8 чорна тура · h8 чорна тура · a7 чорний пішак · b7 чорний пішак · c7 чорний пішак · g7 чорний пішак · h7 чорний пішак · c6 чорний кінь · d5 білий слон · f5 чорний слон · f4 білий пішак · a3 чорний слон · c3 білий пішак · e3 білий слон · f3 білий ферзь · a2 білий пішак · d2 білий кінь · f2 білий пішак · h2 білий пішак · c1 білий король · d1 біла тура · h1 біла тура | 2 |
| 1 | c8 чорний король · e8 чорна тура · h8 чорна тура · a7 чорний пішак · b7 чорний пішак · c7 чорний пішак · g7 чорний пішак · h7 чорний пішак · c6 чорний кінь · d5 білий слон · f5 чорний слон · f4 білий пішак · a3 чорний слон · c3 білий пішак · e3 білий слон · f3 білий ферзь · a2 білий пішак · d2 білий кінь · f2 білий пішак · h2 білий пішак · c1 білий король · d1 біла тура · h1 біла тура | c8 чорний король · e8 чорна тура · h8 чорна тура · a7 чорний пішак · b7 чорний пішак · c7 чорний пішак · g7 чорний пішак · h7 чорний пішак · c6 чорний кінь · d5 білий слон · f5 чорний слон · f4 білий пішак · a3 чорний слон · c3 білий пішак · e3 білий слон · f3 білий ферзь · a2 білий пішак · d2 білий кінь · f2 білий пішак · h2 білий пішак · c1 білий король · d1 біла тура · h1 біла тура | c8 чорний король · e8 чорна тура · h8 чорна тура · a7 чорний пішак · b7 чорний пішак · c7 чорний пішак · g7 чорний пішак · h7 чорний пішак · c6 чорний кінь · d5 білий слон · f5 чорний слон · f4 білий пішак · a3 чорний слон · c3 білий пішак · e3 білий слон · f3 білий ферзь · a2 білий пішак · d2 білий кінь · f2 білий пішак · h2 білий пішак · c1 білий король · d1 біла тура · h1 біла тура | c8 чорний король · e8 чорна тура · h8 чорна тура · a7 чорний пішак · b7 чорний пішак · c7 чорний пішак · g7 чорний пішак · h7 чорний пішак · c6 чорний кінь · d5 білий слон · f5 чорний слон · f4 білий пішак · a3 чорний слон · c3 білий пішак · e3 білий слон · f3 білий ферзь · a2 білий пішак · d2 білий кінь · f2 білий пішак · h2 білий пішак · c1 білий король · d1 біла тура · h1 біла тура | c8 чорний король · e8 чорна тура · h8 чорна тура · a7 чорний пішак · b7 чорний пішак · c7 чорний пішак · g7 чорний пішак · h7 чорний пішак · c6 чорний кінь · d5 білий слон · f5 чорний слон · f4 білий пішак · a3 чорний слон · c3 білий пішак · e3 білий слон · f3 білий ферзь · a2 білий пішак · d2 білий кінь · f2 білий пішак · h2 білий пішак · c1 білий король · d1 біла тура · h1 біла тура | c8 чорний король · e8 чорна тура · h8 чорна тура · a7 чорний пішак · b7 чорний пішак · c7 чорний пішак · g7 чорний пішак · h7 чорний пішак · c6 чорний кінь · d5 білий слон · f5 чорний слон · f4 білий пішак · a3 чорний слон · c3 білий пішак · e3 білий слон · f3 білий ферзь · a2 білий пішак · d2 білий кінь · f2 білий пішак · h2 білий пішак · c1 білий король · d1 біла тура · h1 біла тура | c8 чорний король · e8 чорна тура · h8 чорна тура · a7 чорний пішак · b7 чорний пішак · c7 чорний пішак · g7 чорний пішак · h7 чорний пішак · c6 чорний кінь · d5 білий слон · f5 чорний слон · f4 білий пішак · a3 чорний слон · c3 білий пішак · e3 білий слон · f3 білий ферзь · a2 білий пішак · d2 білий кінь · f2 білий пішак · h2 білий пішак · c1 білий король · d1 біла тура · h1 біла тура | c8 чорний король · e8 чорна тура · h8 чорна тура · a7 чорний пішак · b7 чорний пішак · c7 чорний пішак · g7 чорний пішак · h7 чорний пішак · c6 чорний кінь · d5 білий слон · f5 чорний слон · f4 білий пішак · a3 чорний слон · c3 білий пішак · e3 білий слон · f3 білий ферзь · a2 білий пішак · d2 білий кінь · f2 білий пішак · h2 білий пішак · c1 білий король · d1 біла тура · h1 біла тура | 1 |
|   | a | b | c | d | e | f | g | h |   |

Семюель Боден (англ. Samuel Standidge Boden, 4 квітня 1826, Кінгстон-апон-Галл — 13 січня 1882, Лондон) — один з найсильніших англійських шахістів другої половини XIX століття.
Свій перший турнір виграв у 1851 році в Лондоні. У фіналі турніру в Манчестері у 1857 зіграв унічию з Йоганном Левенталем. Рік по тому, у Лондоні, програв матч Полу Морфі з рахунком 2½-6½.
Боден увійшов в історію шахів завдяки партії з Р. Шулдером у ході турніру, що відбувся в 1853 року в Лондоні. На п'ятнадцятому ході за допомогою двох слонів він поставив супернику один з найкрасивіших і несподіваних матів, названий пізніше на його честь матом Бодена.
Відомий також варіант захисту Філідора, названий іменем С. Бодена, на основі однієї з його партій проти Пола Морфі. Його іменем названо один з гамбітів у дебюті слона.
На думку П. Морфі, С. Боден був на той час найсильнішим англійським майстром, хоча Т. Барнс мав вищий рейтинг, ніж Боден.
С. Боден — автор популярного «Введення у вивчення і практику шахів» (англ. A Popular Introduction to the Study and Practice of Chess), опублікованого анонімно у 1851 році.